# Шаньинь
Шаньинь (кит. упр. 山阴, пиньинь Shānyīn, буквально: «горы Сушань иньская (северная) сторона») — уезд городского округа Шочжоу провинции Шаньси (КНР).

## История
Уезд был создан при империи Цзинь в 1167 году.
После образования КНР уезд был передан в состав провинции Чахар. В 1952 году провинция Чахар была расформирована, и 13 уездов, переданных в состав провинции Шаньси, были объединены в Специальный район Ябэй (雁北专区). В 1959 году Специальный район Ябэй и Специальный район Синьсянь (忻县地区) были объединены в Специальный район Цзиньбэй (晋北专区). В 1961 году Специальный район Цзиньбэй был вновь разделён на Специальный район Ябэй и Специальный район Синьсянь; и уезд вновь оказался в составе Специального района Ябэй. В 1970 году Специальный район Ябэй был переименован в Округ Ябэй (雁北地区).
В марте 1988 года постановлением Госсовета КНР был образован городской округ Шочжоу, и уезд вошёл в его состав.

## Административное деление
Уезд делится на 4 посёлка и 9 волостей.